# 岩手県道133号ゆだ錦秋湖停車場線
岩手県道133号ゆだ錦秋湖停車場線（いわてけんどう133ごう ゆだきんしゅうこていしゃじょうせん）は、岩手県和賀郡西和賀町を通る一般県道である。

## 概要
ゆだ錦秋湖停車場から西和賀町第43地割の国道107号交点に至る。
ゆだ錦秋湖駅は1991年（平成3年）6月20日まで陸中大石駅だったが、県道の路線名は陸中大石停車場線からしばらく改称されないままであった。2005年（平成17年）11月1日の西和賀町発足時に変更された。

### 路線データ
- 実延長：1,412.7 m
- 起点：ゆだ錦秋湖停車場（JR東日本 ゆだ錦秋湖駅）
- 終点：和賀郡西和賀町大石43地割（国道107号交点）

## 歴史
- 1959年（昭和34年）3月31日 - 県道に認定される。
- 2005年（平成17年）11月1日 - 路線名が陸中大石停車場線からゆだ錦秋湖停車場線に変更される[1]。

## 地理

### 通過する自治体
- 和賀郡西和賀町

### 交差する道路
- 国道107号（西和賀町大石43地割）

### 沿線の施設など
- JR東日本 ゆだ錦秋湖駅